# Brownlowia macrophylla
Brownlowia macrophylla är en malvaväxtart som beskrevs av George King. Brownlowia macrophylla ingår i släktet Brownlowia och familjen malvaväxter. Inga underarter finns listade i Catalogue of Life.